# Vanessa Vanjie Mateo
José Cancel, más conocido por su nombre artístico Vanessa Vanjie Mateo, a veces abreviado como Miss Vanjie o Vanjie, es una drag queen estadounidense más conocida por participar en la temporada 10 y en la temporada 11 de RuPaul's Drag Race.

## Primeros años y comienzos
José Cancel nació el 3 de octubre de 1991 y creció en una familia puertorriqueña. Descubrió el drag en Florida cuando Alexis Mateo, concursante de la tercera temporada de RuPaul's Drag Race y de la primera y quinta temporada de RuPaul's Drag Race: All Stars, le contrató como bailarín. El nombre "Vanessa Vanjie Mateo" proviene de Vanessa, el nombre de la versión humana de Úrsula en La sirenita, una versión alterada de la palabra inglesa "banjee" y el apellido de su familia drag.

## Carrera
Vanessa Vanjie Mateo apareció en la edición de septiembre de 2018 de la revista Gay Times.
En 2019, hizo una aparición juntó con Silky Nutmeg Ganache y Derrick Barry en la decimocuarta temporada de Germany's Next Topmodel.

## RuPaul's Drag Race
El 22 de febrero de 2018, Vanessa Vanjie Mateo fue anunciada como una de las catorce concursantes de la décima temporada de RuPaul's Drag Race y quedó en decimocuarta posición. Su salida durante el primer episodio se convirtió rápidamente en un meme en las redes sociales.
El 24 de enero de 2019, Vanessa Vanjie Mateo fue anunciada como una de las quince concursantes de la undécima temporada de RuPaul's Drag Race y quedó en quinto lugar.
El 3 de julio de 2020, apareció como lip sync assassin contra Shea Couleé en el quinto episodio de la quinta temporada de RuPaul's Drag Race: All Stars.

## Eventos
Vanessa Vanjie Mateo actuó en el evento Drag Race Superstars el 15 de agosto de 2019 en el Parc des Faubourgs en Montreal.

## Música
Vanessa Vanjie Mateo lanzó su primer sencillo llamado I'm Vanjie el 21 de junio de 2018.
Apareció en los vídeos musicales de las canciones Sally Walker y Started de la cantante Iggy Azalea.

## Filmografía
| Año  | Título                                 | Papel      | Notas                                          |
| ---- | -------------------------------------- | ---------- | ---------------------------------------------- |
| 2018 | RuPaul's Drag Race                     | Ella misma | Temporada 10 – Concursante, decimocuarto lugar |
| 2018 | RuPaul's Drag Race: Untucked           | Ella misma | Temporada 10 – Concursante, decimocuarto lugar |
| 2019 | RuPaul's Drag Race                     | Ella misma | Temporada 11 – Concursante, quinto lugar       |
| 2019 | RuPaul's Drag Race: Untucked           | Ella misma | Temporada 11 – Concursante, quinto lugar       |
| 2019 | Jimmy Kimmel Live!                     | Ella misma |                                                |
| 2019 | Germany's Next Topmodel                | Ella misma |                                                |
| 2020 | AJ and the Queen                       | Ella misma |                                                |
| 2020 | RuPaul's Drag Race                     | Ella misma | Temporada 12 – Invitada, episodio 6            |
| 2020 | RuPaul's Drag Race: Untucked           | Ella misma | Temporada 12 – Invitada, episodio 6            |
| 2020 | RuPaul's Secret Celebrity Drag Race    | Ella misma |                                                |
| 2020 | RuPaul's Drag Race All Stars           | Ella misma | Temporada 5 – Invitada, episodio 5             |
| 2020 | RuPaul's Drag Race All Stars: Untucked | Ella misma | Temporada 5 – Invitada, episodio 5             |
| 2020 | RuPaul's Drag Race: Vegas Revue        | Ella misma |                                                |

## Discografía
| Año  | Título            | Artista                                        | Álbum     | Ref.   |
| ---- | ----------------- | ---------------------------------------------- | --------- | ------ |
| 2018 | I'm Vanjie        | Vanessa Vanjie Mateo                           | Sencillo  | [ 14 ] |
| 2019 | Queens Everywhere | El reparto de RuPaul's Drag Race, Temporada 11 | Sencillo  | [ 17 ] |
| 2020 | Hype              | Yvie Oddly ft. Vanessa Vanjie Mateo            | Drag Trap | [ 18 ] |